# San Felipe el Real
Die San Felipe el Real war ein 80-Kanonen-Linienschiff der spanischen Marine, das von 1717 bis 1718 in Dienst stand.

## Geschichte
Am 30. November 1714, und damit zum Ende des Spanischen Erbfolgekriegs, wurde Bernardo Tinajero de la Escalera Marineminister und somit auch erstmals eine vereinigte spanische Marine (Real Armada) gegründet. Für diese Marine waren bereits vor Gründung acht Linienschiffe mit 60 Kanonen und eines mit 80 Kanonen bestellt worden. Das 80-Kanonen-Schiff, die spätere San Felipe el Real, wurde von dem Admiral José Antonio de Gaztañeta entworfen und unter seiner Bauaufsicht ab 1714, mit Stapellauf am 24. Mai 1716, auf einer Werft im katalanischen Sant Feliu de Guíxols gebaut. Die Indienststellung erfolgte am 8. Juni 1717, wobei sie, neben der mit 72 Kanonen ausgerüsteten Príncipe de Asturias, das größte und kampfstärkste Schiff der damaligen spanischen Marine war.

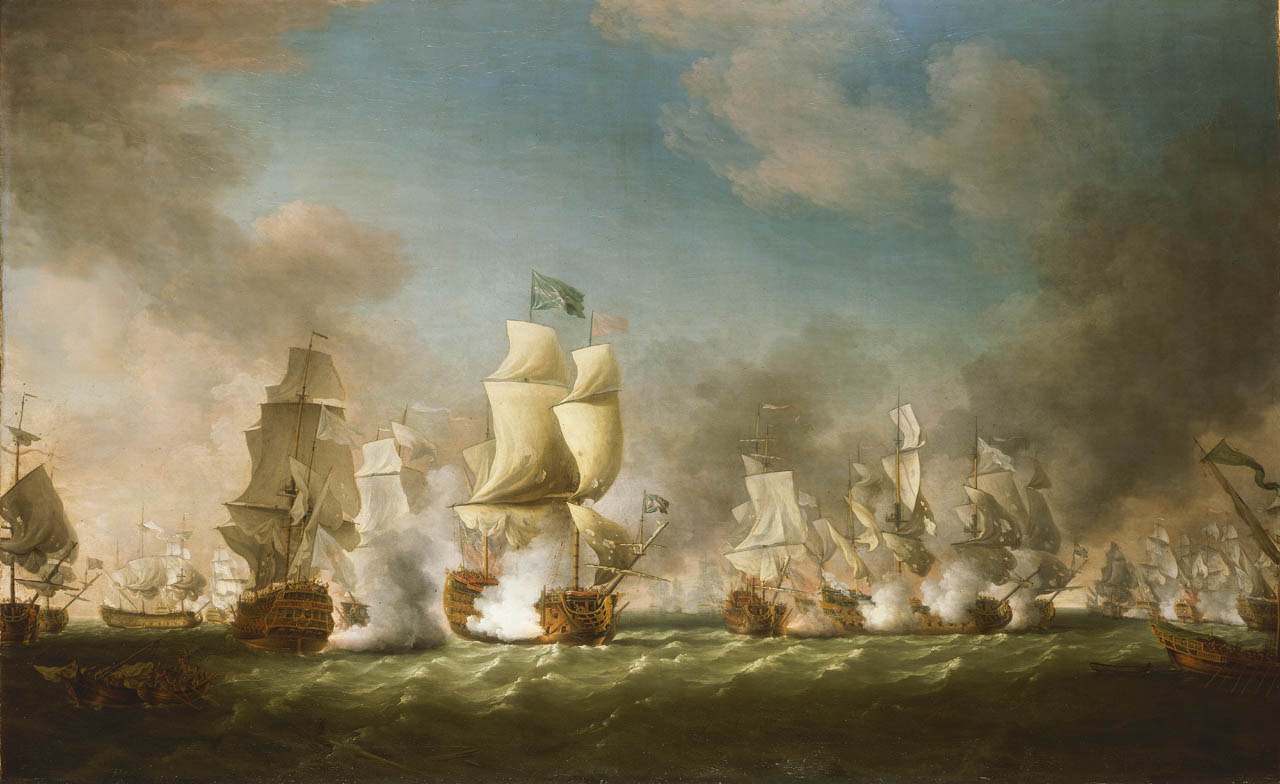
Seeschlacht vor Kap Passero
(In der rechten Bildhälfte streicht das spanische Flaggschiff San Felipe el Real seine Flagge vor der britischen Superb und Kent)

Im Zuge der Politik der Revision der für die spanische Krone nachteiligen Ergebnisse des spanischen Erbfolgekrieges. Man beanspruchte weiter die Hoheit über die Königreiche Sardinien und Sizilien. Kamm es zu Spannungen, welche im Krieg der Quadrupelallianz (1717–1720) mündeten.
In diesem Rahmen verließ die als Flaggschiff von Jefe de Escuadra Esteban de Mari eingesetzte San Felipe el Real vom 24. Juli bis 23. November 1717 den Hafen von Barcelona. In dieser Zeit sicherte sie einen Truppentransport von 8000 Soldaten, der im August 1717 erfolgreich auf der Insel Sardinien landete.
Im Folgejahr verließ das Schiff am 17. Juni, unter dem Kommando von Capitán de navío Pedro Despoix und als Flaggschiff von Jefe de Escuadra José Antonio de Gaztañeta, seinen Heimathafen für die Sicherung eines Geleitzuges zur Einnahme der Insel Sizilien. Nach der erfolgreichen Landung der spanischen Truppen kreuzte die Flotte in den Gewässern um Sizilien. Zum Schutz seines Handels und Unterstützung seiner Verbündeten hatte Großbritannien eine starke Flotte aus 22 Linienschiffen, unter dem Kommando von Admiral of the White George Byng, ins Mittelmeer entsandt. Diese trafen am 11. August 1718 vor dem Kap Passero an der Südspitze Siziliens auf die spanische Flotte.
In der folgenden Seeschlacht vor Kap Passero wurde die aus 12 Linienschiffen, 18 Fregatten und 11 Unterstützungsschiffen bestehende spanische Flotte unter dem Verlust von 10 versenkten und 17 gekaperten Schiffen geschlagen. Unter den gekaperten Schiffen befand sich auch die San Felipe el Real, welche ihre Flagge nach hartem Kampf gegenüber den britischen Schiffen Superb und Kent streichen musste.
Im Nachgang der Schlacht wurde die San Felipe el Real zusammen mit acht weiteren erbeuteten Schiffen in den Hafen von Maó, damalige Bezeichnung Port Mahon, auf der von den Briten kontrollierten Baleareninsel Menorca gebracht. Hier explodierte das Schiff aus unbekannten Gründen im September 1718, wobei 160 Briten und 50 Spanier getötet wurden.

## Technische Beschreibung
Die San Felipe el Real war als Batterieschiff mit zwei durchgehenden Geschützdecks konzipiert und hatte eine Länge von 49,04 Metern (Geschützdeck) bzw. 40,40 Metern (Kiel), eine Breite von 13,47 Metern und einen Tiefgang von 6,78 Metern. Sie war ein Rahsegler mit drei Masten (Fockmast, Großmast und Kreuzmast), lediglich am Kreuzmast befand sich auf der untersten Position ein Lateinersegel. Der Rumpf schloss im Heckbereich mit einem Heckspiegel, in den Galerien integriert waren, die in die seitlich angebrachten Seitengalerien mündeten. Diese waren aus Repräsentationsgründen durch Schnitzereien und Bildhauerarbeiten geschmückt. Die Beplankung des Schiffes war kraweel ausgeführt, das heißt, die Enden der Planken stießen stumpf aufeinander, so dass eine glatte Außenfläche entstand.
Die Bewaffnung bestand aus 80 Kanonen.
|        | Unteres Batteriedeck | Oberes Batteriedeck | Backdeck      | Achterdeck     | Kanonen (Geschossgewicht) |
| ------ | -------------------- | ------------------- | ------------- | -------------- | ------------------------- |
| Design | 30 × 24-Pfünder      | 30 × 18-Pfünder     | 4 × 6-Pfünder | 16 × 8-Pfünder | 80 Kanonen (255,805 kg)   |

## Bemerkungen
1. ↑  Der Name des hier beschriebenen Schiffs wird in verschiedenen Quellen unterschiedlich angegeben. Dies sind neben San Felipe el Real auch Real San Felipe, Real Felipe, San Felipe oder El Real.
2. ↑  Bei der Berechnung des Gewichtes einer Breitseite kann es zu Unterschieden kommen, da in der damaligen Zeit ein Pfund, je nach Land, unterschiedliche Gewichtswerte hatte. Das spanische Libra hatte z. B. ein Gewicht von 460,08 Gramm, während das englische Pound ein Gewicht von 453,592 Gramm hatte.

## Ähnliche Schiffe
- Sussex – englisches 80-Kanonen-Schiff (1693–1694)
- Nossa Senhora da Conceição – portugiesisches 80-Kanonen-Schiff (1701–1724)